# Inalpi Arena
El Palasport Olimpico (Inalpi Arena o PalaIsozaki) es un pabellón multideportivo y de exposiciones en la ciudad de Turín (Italia). Está ubicado en el barrio de Santa Rita, al sur de la ciudad, junto al Estadio Olímpico. 
Fue inaugurado en diciembre de 2005 para albergar la competición de Hockey sobre hielo en los Juegos Olímpicos de 2006. Tiene una superficie de 34.000 m² y una capacidad máxima de 18.000 espectadores. El pabellón fue construido según planos del arquitecto japonés Arata Isozaki y del italiano Pier Paolo Maggiora, y está considerado como uno de los mejores y más grandes recintos deportivos de Italia. A partir de 2021 se celebrará las finales ATP de tenis sustituyendo al 02 arena de Londres.
Albergó la LXVI edición del Festival de la Canción de Eurovisión los días 10, 12 y 14 de mayo de 2022, tras la victoria de la banda Måneskin en la edición de 2021 en Róterdam (Países Bajos), con la canción «Zitti e buoni», que llevó al país transalpino con 524 puntos a organizar esta edición.

## Principales acontecimientos

### Deportivos
2006
- 11/02 - 26/02   Torneo de hockey sobre hielo en los XX Juegos Olímpicos de Invierno.

 2008
- 05/06 - 07/06   Campeonato Europeo de Gimnasia Rítmica

 2009
- 02/04 - 05/04   Final a 8 de la Eurocup[1] de baloncesto.

 2011
- 06/05 - 08/05   Final a 4 de la Euroliga[2] de baloncesto.  (sede fallida)[3]

 2016
- 04/07 - 10/07   Torneo Preolímpico FIBA 2016

### Conciertos
2006

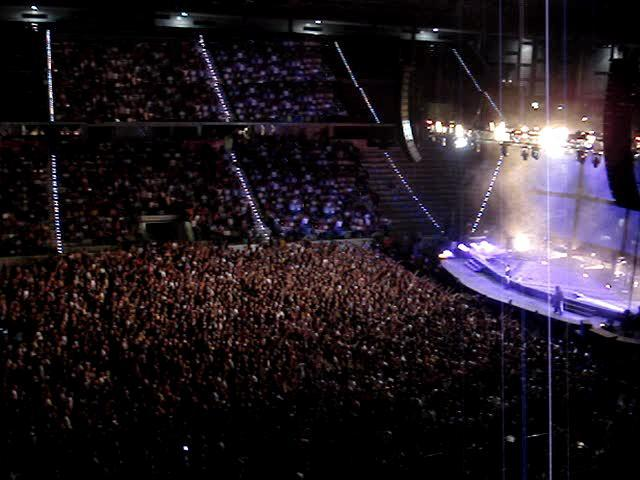
Un concierto de Elisa el 24 de abril de 2007

- Pearl Jam - Pearl Jam 2006 World Tour
- Bruce Springsteen - Bruce Springsteen With The Sessions Band Tour
- Orquesta Filarmónica y Coro de La Scala

 2007
- Elisa - Soundtrack Live Tour
- Bob Dylan - Bob Dylan Europe 07 Tour
- Gigi D'Alessio - Made In Italy Tour
- Claudio Baglioni - Tutti Qui Tour
- Orquesta Filarmónica y Coro de La Scala - Festival MITO settembre Musica
- Samuele Bersani & Avion Travel - Festival MITO settembre Musica
- Subsonica - Eclissi Tour 2007

 2008
- Pooh - Beat Generation Tour 2008
- Ennio Morricone - Musica per il Cinema
- Jovanotti - Safari Tour 2008
- R.E.M. - Accelerate Tour 2008
- Antonello Venditti - Dalla pelle al cuore Tour 2008
- Negramaro - La finestra tour

 2009
- Laura Pausini - World Tour 2009
- Tiziano Ferro - Alla mia età Tour 2009
- Muse - The Resistance Tour
- Pooh - Ancora una notte insieme
- Jonas Brothers - World Tour 2009
- Green Day - 21st Century Breakdown World Tour
- Depeche Mode - Tour of the Universe
- Gen Rosso y Gen Verde - One Stage One World Tour
- Renato Zero - ZeroNoveTour

 2010
- Vasco Rossi - Vasco Europe Indoor live concert (2 conciertos con Noemi)
- Elisa
- Punkreas - Paranoia Domestica Tour
- Lady Gaga - The Monster Ball Tour
- Luciano Ligabue
- Francesco Guccini - Festival MITO settembre Musica
- Shakira  - Sale el Sol World Tour

 2022
- Festival de la Canción de Eurovisión 2022